# Christian Sprenger (piłkarz ręczny)
Christian Sprenger (ur. 6 kwietnia 1983 roku w Ludwigsfelde) – niemiecki piłkarz ręczny, reprezentant kraju. Gra na pozycji prawoskrzydłowego. Obecnie występuje w Bundeslidze, w drużynie THW Kiel.

## Sukcesy
- z SC Magdeburg:
  -  puchar EHF 2007
  -  zwycięstwo w Lidze Mistrzów 2002
  -  klubowe mistrzostwo Europy 2002, 2003
- z THW Kiel:
  -  zwycięstwo w Lidze Mistrzów 2010
  -  mistrzostwo Niemiec 2010
  -  wicemistrzostwo Niemiec 2011
  -  puchar Niemiec 2011
  -  zwycięstwo w Lidze Mistrzów 2012
  -  puchar Niemiec 2012
  -  mistrzostwo Niemiec 2012
  -  mistrzostwo Niemiec 2014

## Nagrody indywidualne
- Najlepszy prawoskrzydłowy:
  - Mistrzostwa Europy 2012[1]